# Pelni

Das Pelni-Logo wird seit dem 25. Mai 2023 verwendet.

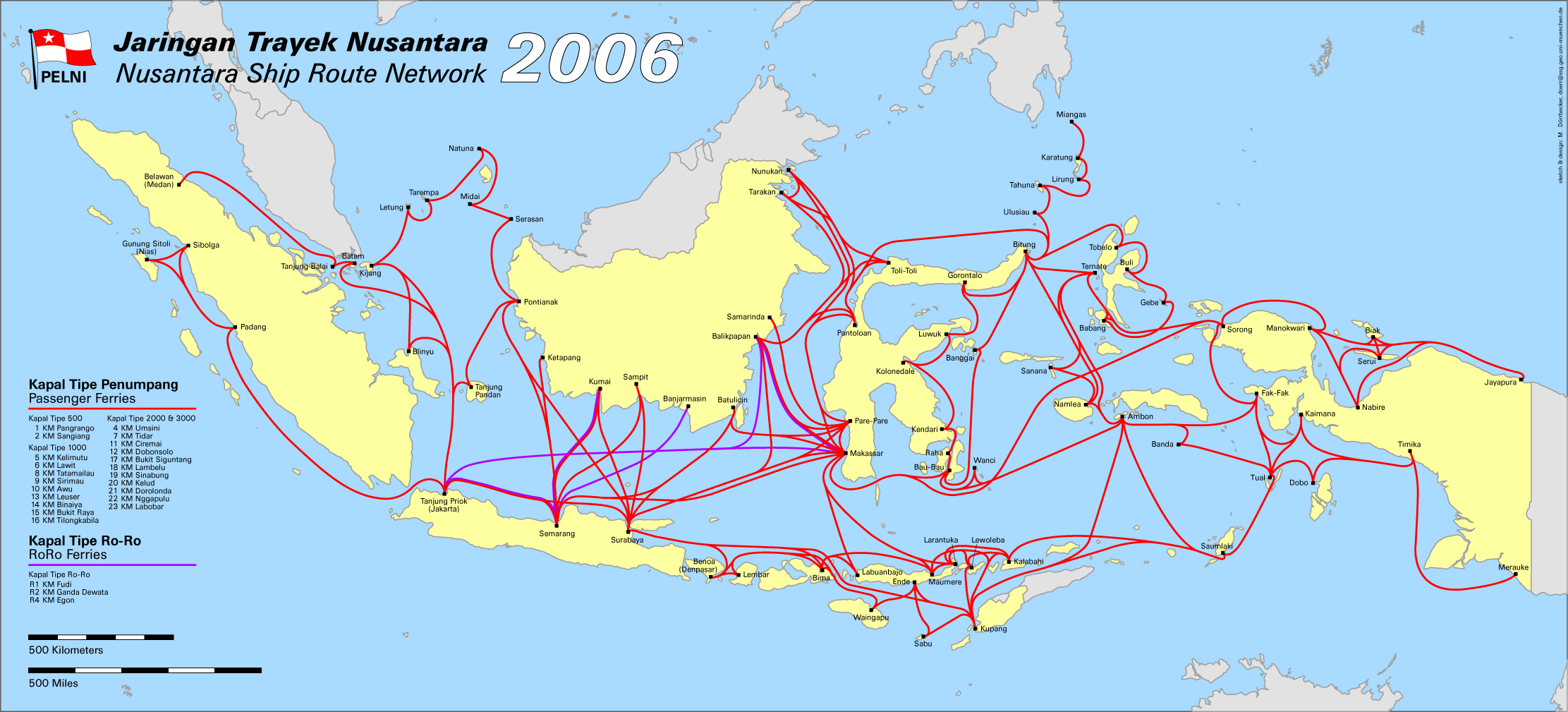
Pelni-Schifffahrtsnetz 2006

Pelni (Pelayaran Nasional Indonesia) ist die nationale Schifffahrtsgesellschaft von Indonesien. Pelni betreibt im Jahre 2024 41 Schiffe, von denen 25 auf Basis eines zweiwöchentlichen oder monatlichen Turnus eine Vielzahl an Verbindungen zu 80 Häfen innerhalb des Archipels anbieten. Die Namen der Schiffe sind der Karte zu entnehmen.
Die beiden weiteren Schiffe Wilis und Jetliner werden ohne festgelegten Fahrplan betrieben und dienen für Charterdienste oder als Ersatzschiffe, wenn eines der regulären Linienschiffe im Dock liegt. Zählt man die von den Charterschiffen angebotenen Verbindungen hinzu, werden insgesamt 101 Häfen angefahren.

## Geschichte
Pelni wurde auf Grund zweier Erlasse des indonesischen Verkehrsministers vom 28. Februar und vom 20. Juni 1952 ins Leben gerufen. Startkapital waren acht Schiffe, die von der Foundation of Ship Control Center übernommen wurden. Da diese nicht ausreichten, wurden von der Bank Ekspor Impor Kredite aufgenommen, um weitere 45 Kutter aus Westeuropa anzukaufen. Solange diese nicht geliefert waren, wurden fremde Schiffe gechartert. Hinzu kamen auch noch einige Schiffe, die von den Japanern als Reparationsleistung an die Republik Indonesien abgegeben wurden.
1961 wurde Pelni von einer Limited Company in eine staatliche Gesellschaft umgewandelt, am 30. Oktober 1975 wurde sie dann wieder zur Limited Company. 1983 erhielt Pelni das Monopol für die Passagierschifffahrt. Bis dahin erfolgte der Schiffsverkehr in Indonesien im Wesentlichen mit privaten Kuttern, Segelschiffen und Frachtern. Diese nahmen teilweise auch Passagiere mit, hatten aber meist keinen festen Fahrplan und waren nicht auf die Bedürfnisse der Reisenden ausgerichtet. Mittlerweile verkehren die Pelni-Schiffe auf festen Routen und bieten den Passagieren regelmäßige Verbindungen auch zu den äußeren Inseln des Archipels. Des Weiteren werden von Pelni drei RoRo-Fähren betrieben, durch die es möglich ist, Fahrzeuge zwischen Java, Kalimantan und Sulawesi zu befördern.

## Schiffsflotte

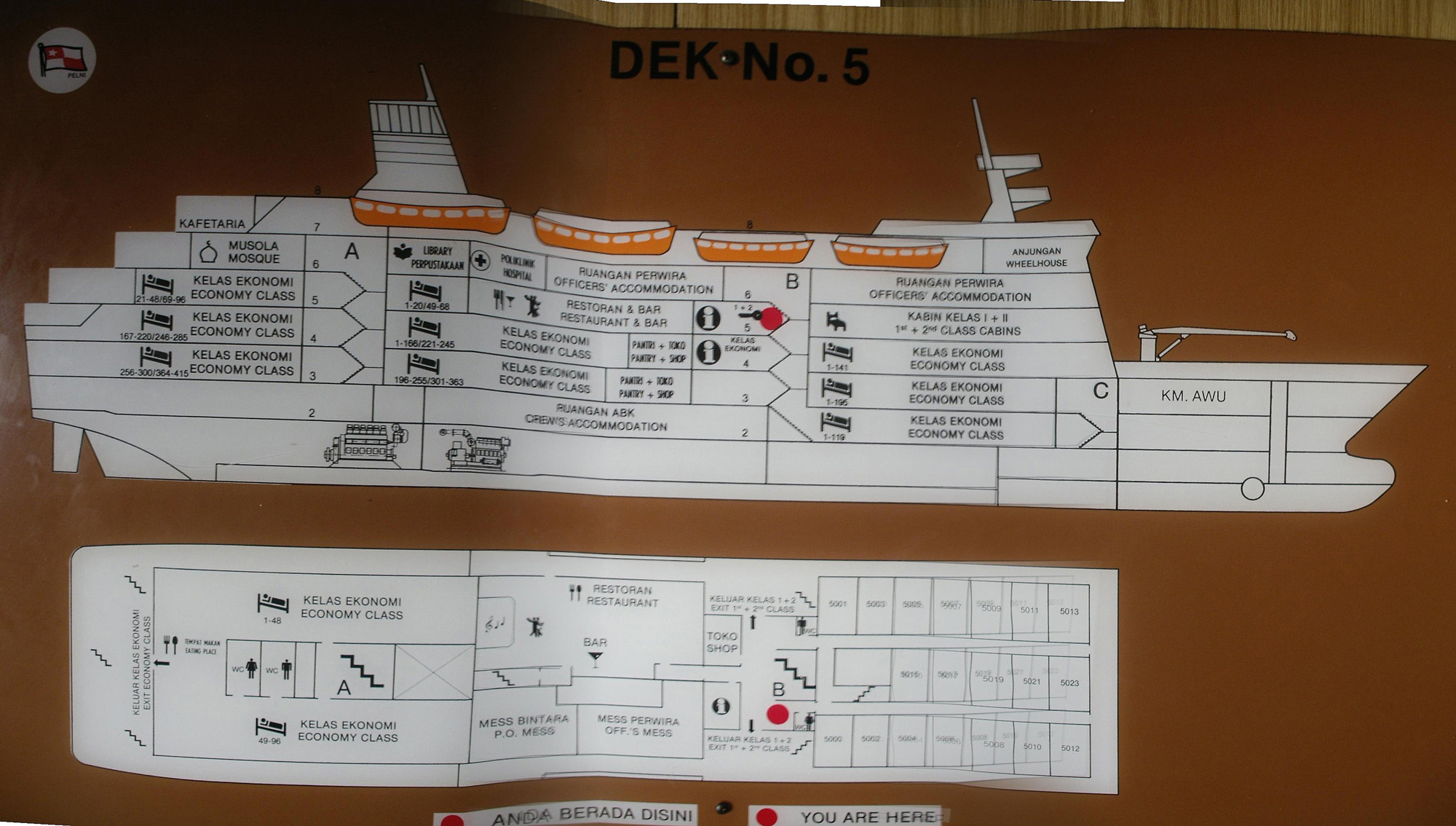
Bordplan der Awu

Die Flotte wird kontinuierlich ausgebaut und modernisiert. So hatte Pelni im Jahr 2000 22 Schiffe, mit denen insgesamt 32.300 Passagiere befördert werden konnten, im Jahre 2005 waren es bereits 28 Schiffe für insgesamt 37.200 Passagiere. Ein Großteil der Schiffe, die Typen Meyer Typ 1000, Meyer Typ 2000 und Meyer Typ 3000 wurde auf der Meyer Werft in Papenburg gebaut bzw-von dieser konzipiert (Meyer Typ 500).
Die Schiffe haben zumeist mehrere Klassen: Die Klassen 1 – 4 sind Kabinenklassen die unterschiedlichen Komfort für 2 bis 8 Personen bieten. Daneben gibt es auch in jedem Schiff die Economy Class, in der in großen Schlafsälen Liegen mit einer Matratzenauflage zur Verfügung gestellt werden. Weitere Ausstattungsmerkmale der Schiffe sind Bordrestaurants, Caféterien, Kioske sowie teilweise Kinos und Tanzbühnen. Ebenso befindet sich auf jedem Schiff eine kleine Moschee.
2016 schlossen die Meyer Werft und PELNI eine Absichtserklärung über die Entwicklung eines neuen Schiffes ab. Das Projekt wurde jedoch nicht verwirklicht.

## Bilder

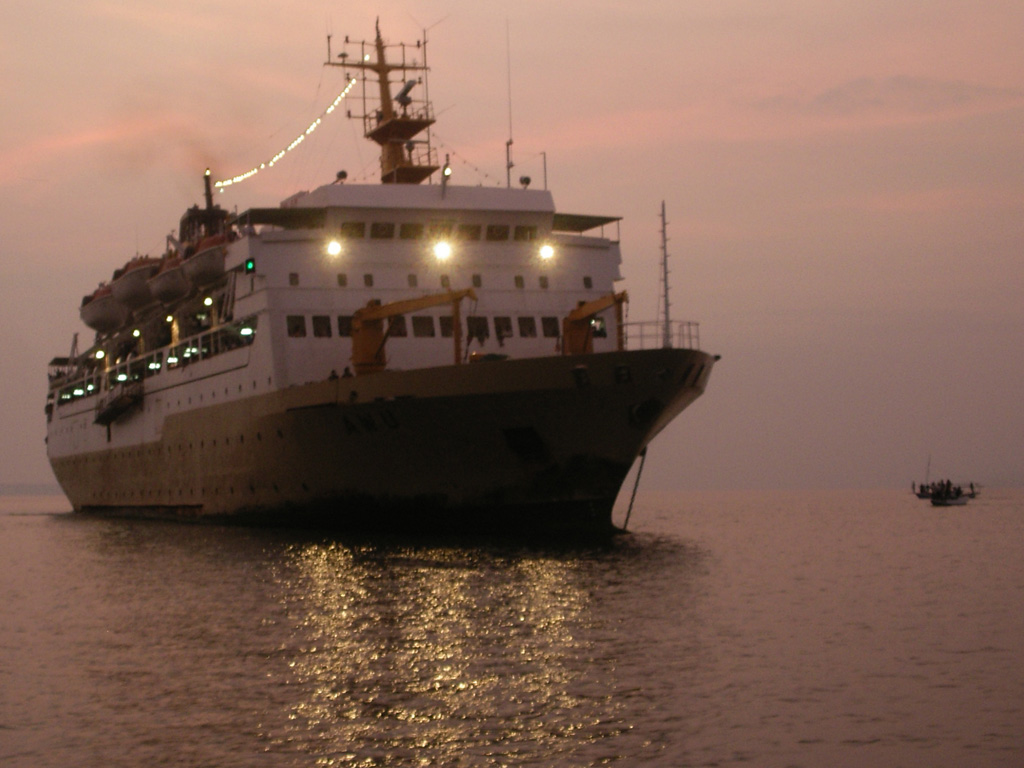
Die Awu nähert sich Ende auf Flores
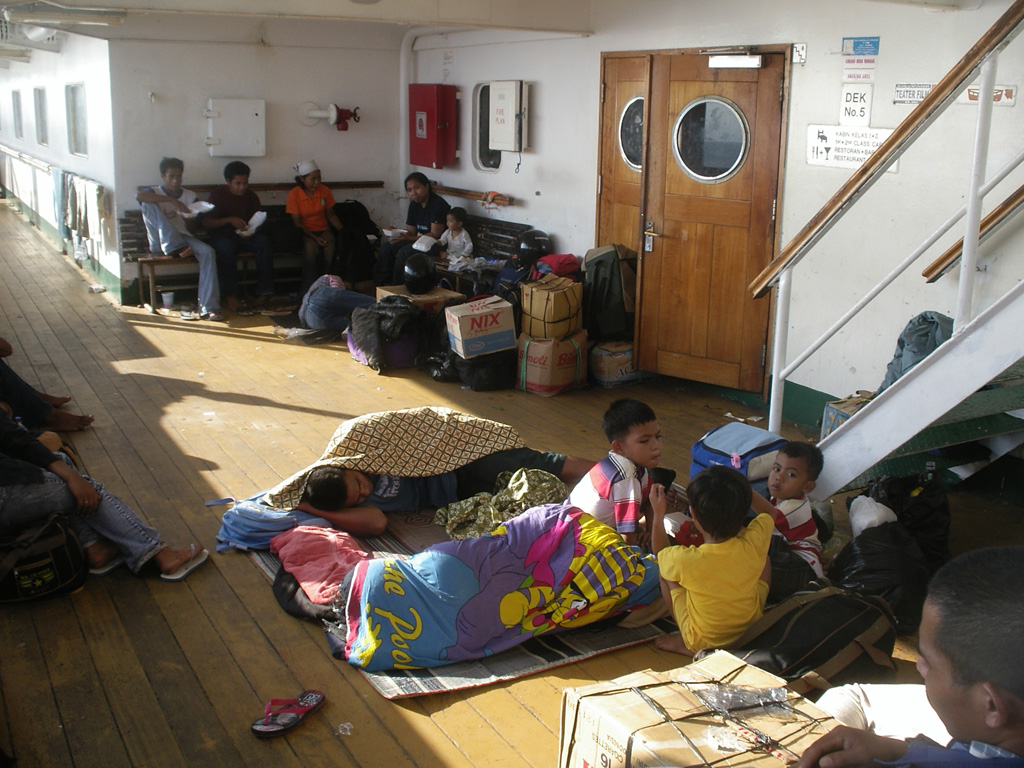
An Bord der Awu
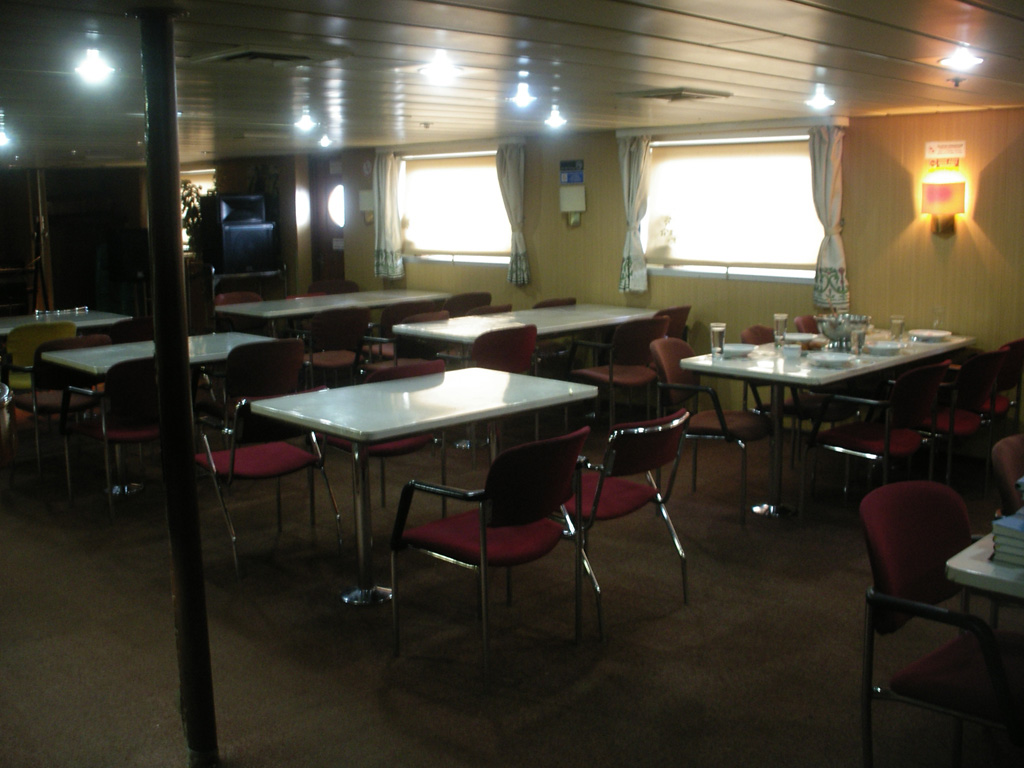
Speisesaal für die 1. und 2. Klasse
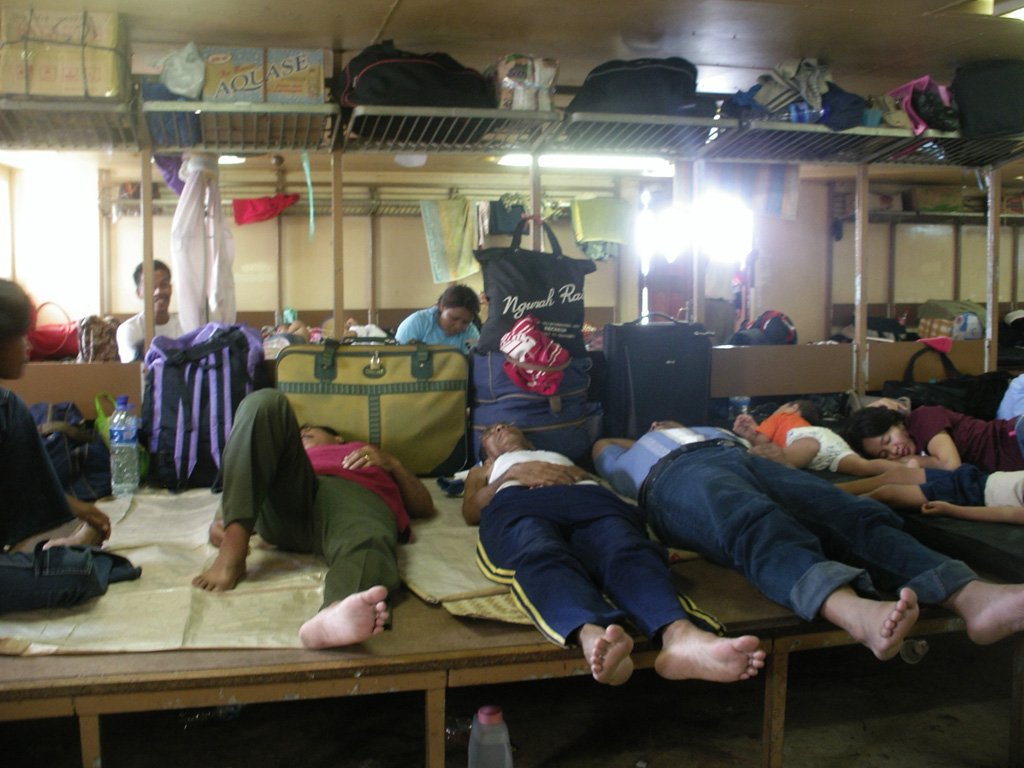
Schlafsaal der Economy Class
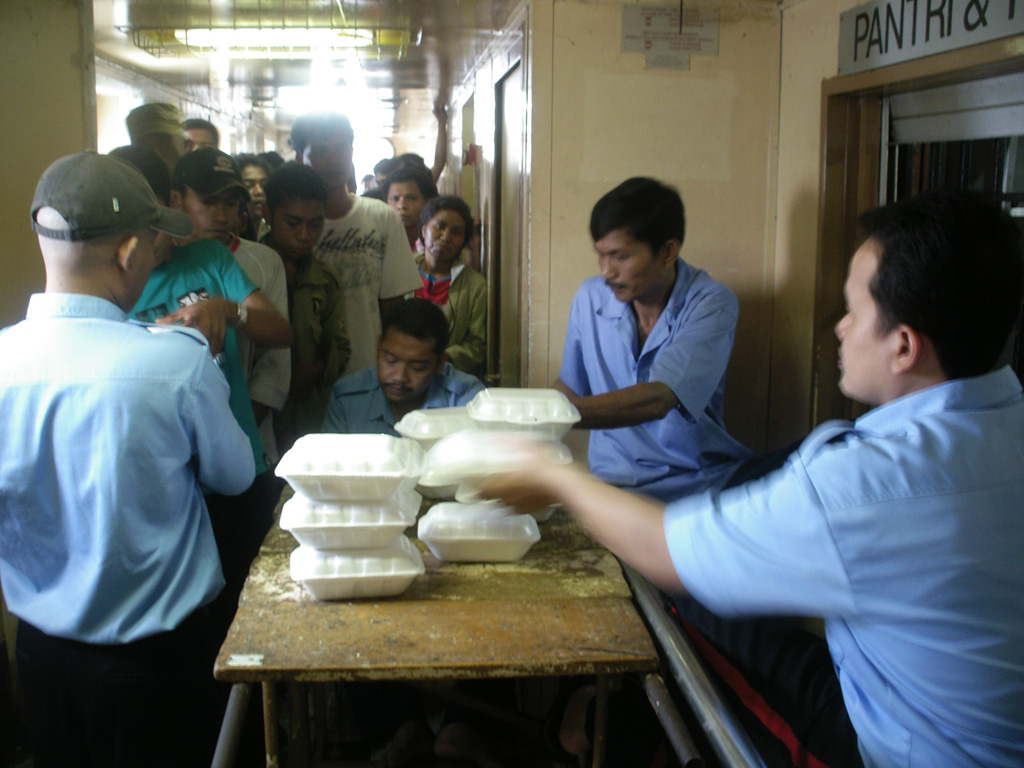
Essensausgabe in der Economy Class
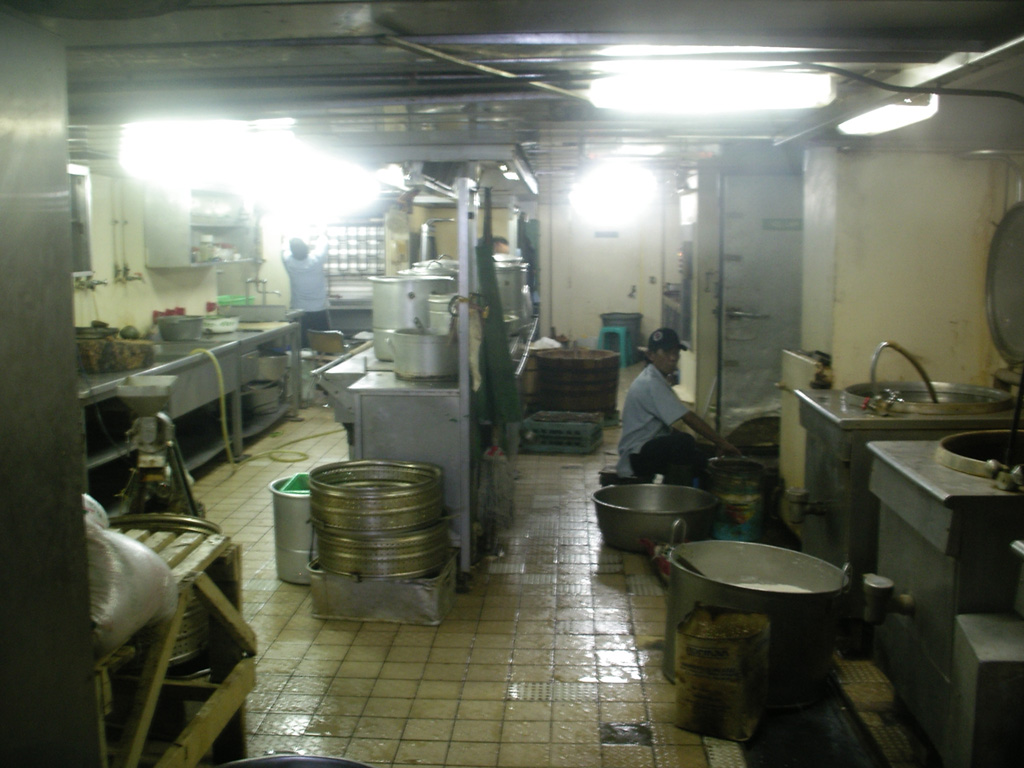
Kombüse
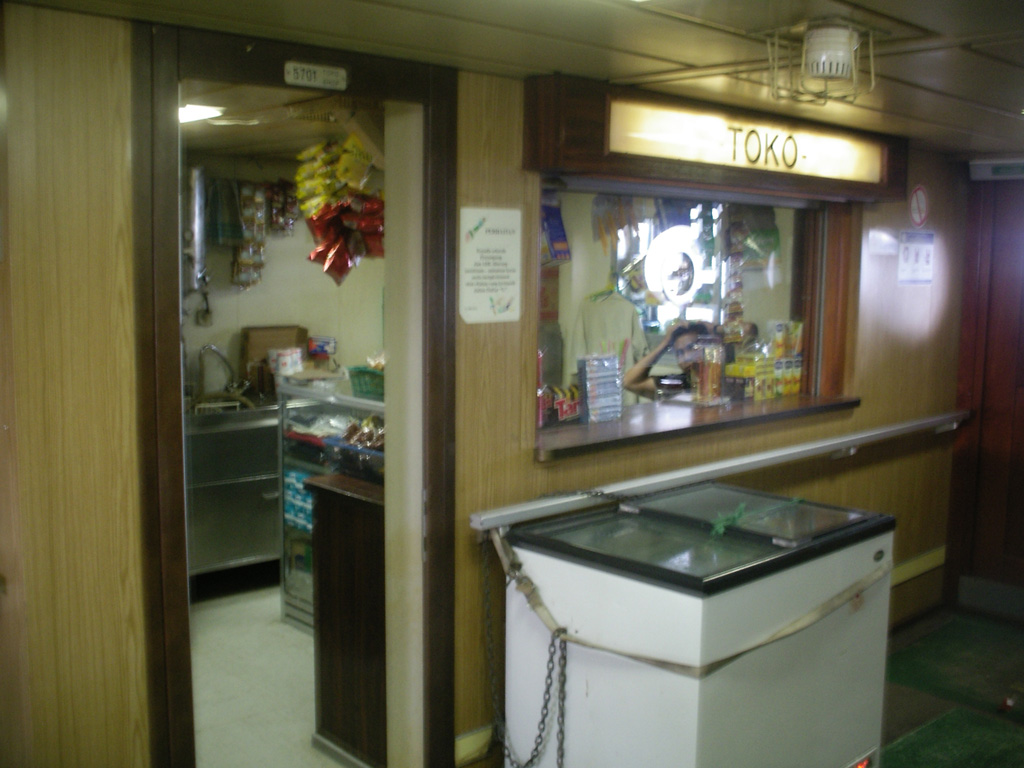
Bordkiosk
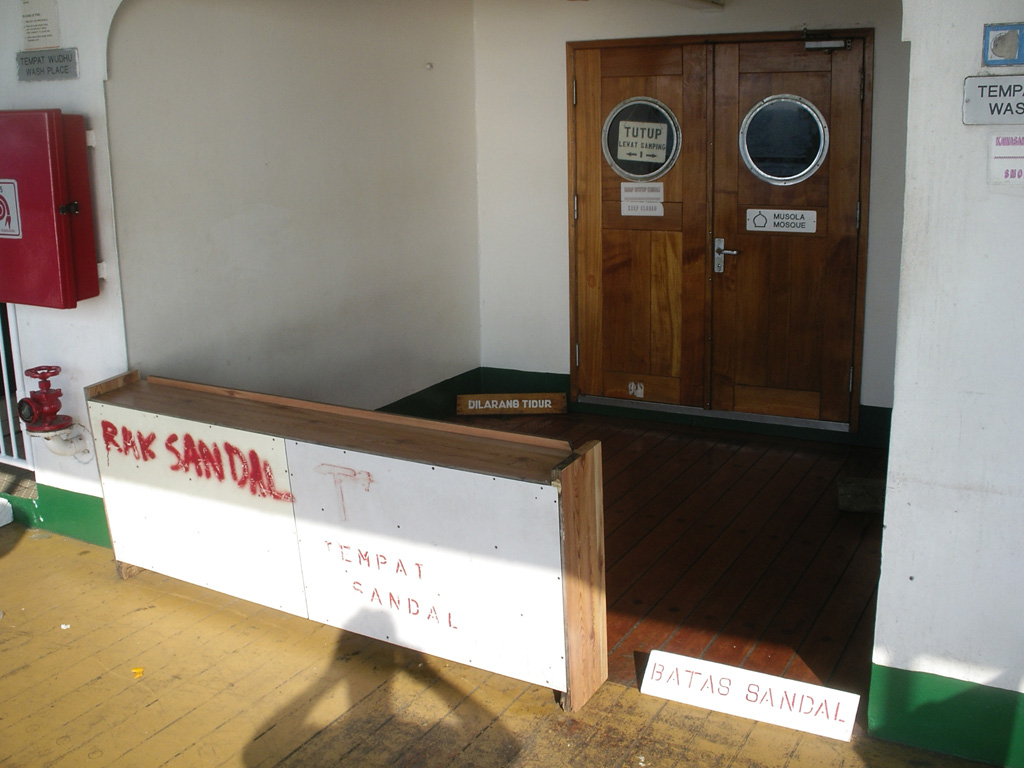
Bordmoschee